# Egentlige Kina
Egentlige Kina eller Indre Kina er et vestligt begreb for det historiske østlige kerneområde i Kina forud for ekspansionen efter 2. verdenskrig, ofte yderligere opdelt i Sydkina og Nordkina med Huai-floden og Qinling-bjergene som delingsgrænse.
Der findes ingen vedtagen grænse for dette område. Det kan defineres som det område, som de hankinesiske kejserdømmer normalt beherskede, eller som det område, hvori hanbefolkningen hovedsagelig bebor, uden de områder, som domineres af ikke-hankinesiske folk og kulturer: Xinjiang, Indre Mongoliet, Tibet, tidligere almindeligvis Manchuriet, men i dag måske snarere Taiwan, Hongkong og Macao. Den almindeligste definition på det Egentlige Kina omfatter de 18 provinser, som udgjorde Kina under Mingdynastiet og senere blev kernen i Qingimperiet efter 1644.
Folkerepublikken Kina anvender i dag ikke begrebet.

## Begrebets oprindelse
Det er ikke klart, hvornår begrebet "Egentlige Kina" dukkede op i den vestlige verden. Det er dog sandsynligt, at historikere i tiden for de store imperier og hurtigt skiftende grænser i det attende århundrede anvendte det til at skelne Kinas 18 provinser fra landets nyerhvervede områder, omtrent svarende til at skelne mellem Storbritannien og det britiske imperium, som ville omfatte store landområder i udlandet eller mellem Frankrig og det franske imperium, som Napoleon formåede at skabe hele vejen til Moskva.
Begrebet dukker første gang op i anden halvdel af det 18. århundrede. Det forekommer således i The Monthly Review, udgivet i 1749, og i The Gentleman Magazine, udgivet i 1790. I 1795 anvendte den britiske baptist William Winterbotham begrebet i sin bog. Ved beskrivelsen af det kinesiske imperium under Qing-dynastiet inddelte Winterbotham dette i tre dele: det Egentlige Kina, kinesisk Tataria (mongolske og tatariske områder), og stater skattepligtige til Kina. Han inddrog udtalelser fra Du Halde og Grosier og formodede, at navnet "Kina" kom fra Qin-dynastiet. Han sagde: "Det såkaldte Egentlige Kina ... omfatter fra nord til syd atten grader, dens udstrækning fra øst til vest er noget mindre ..."
For at indføre Egentlige Kina brugte Winterbotham det (da forældede) system med 15 provinser under Ming-dynastiet, som Qing-dynastiet benyttes indtil 1662. Selv om Ming-dynastiet havde også 15 grundlæggende lokale afdelinger, bruger Winterbotham navnet Kiang-nan (江南; pinyin: Jiāngnán) provinsen, som var blevet kaldt Nan-Zhili (南 直隶, Nan Zhili) i Ming-dynastiet og blev omdøbt til Kiang-nan (dvs. Jiangnan) i 1645, det andet år efter Qing-dynastiet væltede Ming-dynastiet. Dette 15-provins-system blev gradvist erstattet af et nyt 18-provins-system mellem 1662 til 1667. Ved hjælp af 15-provins-systemet og navnet på Kiang-nan-provinsen kan det sandsynliggøres, at begrebet det "Egentlige Kina" dukkede op mellem 1645 og 1662, og dette koncept kan afspejle den idé, at identificere Kina som området omfattende det tidligere Ming-dynasti efter manchuernes erobring af Ming.
I det nittende århundrede blev udtrykket "Egentlige Kina" undertiden brugt af kinesiske embedsmænd, når de kommunikerede på fremmedsprog. For eksempel brugte Qing-ambassadøren til Storbritannien Zeng Jize det i en artikel på engelsk, som han offentliggjorde i 1887.

### Qing-imperiets sprogbrug
Anderledes forholdt det sig i selve Qing-imperiet. Dulimbai Gurun var manchuernes navn for Kina (中國, Zhongguo, "Riget i Midten").  Efter erobringen af Ming-dynastiet, identificerede manchuernes Qing-dynasti deres stat slet og ret som "Kina" (Zhongguo), og henviste til det som "Dulimbai Gurun" på manchurisk. De skiftende manchuirske Qing-kejsere sidestillede deres lande i Qing-staten, herunder både det "Egentlige Kina" og de lande, som senere er kendt som Manchuriet, Xinjiang, Mongoliet, Tibet og andre områder, som "Kina" i både det kinesiske og manchuriske sprog, der således definerede Kina som en multietnisk stat og dermed afviste ideen om, at Kina kun betød Han-beboede områder i "Egentlige Kina". Man anså, at både han og ikke-han folkene var en del af "Kina" og brugte navnet "Kina"for at henvise til Qing-dynastiets magtområde i officielle dokumenter, internationale traktater, og udenlandske anliggender, lige som man talte om "kinesiske sprog" (Dulimbai Gurun på bithe) for at henvise til kinesisk, manchu og mongolske sprog, og udtrykket "kinesiske folk" (中國 人 Zhongguo ren, manchu: Dulimbai Gurun på niyalma) for at henvise til alle han, manchuere og mongolske folk i Qing-dynastiet. [9]
Da Qing erobrede Dzungaria i 1759, proklamerede de, at det nye land blev optaget i "Kina" (Dulimbai Gurun). Qing-dynastiet udlagde sin ideologi således, at de forenede de "ydre" ikke-han kinesere som mongolerne, uighurere og tibetanere med de "indre" han-kinesere, i "en familie" forenet i Qing-staten, der viser, at de forskellige emner af Qing var alle en del af en familie, Qing brugte udtrykket "Zhong Wai Yi Jia" 中外 一家 eller "Nei Wai Yi Jia" 內外 一家 ("indvendig og udvendig som én familie"), til at formidle denne idé om "forening" af forskellige folk. En manchu sprogversion af en traktat med det russiske imperium vedrørende strafferetlig jurisdiktion over banditter kaldte folk fra Qing for "folk fra det Centrale Kongerige (Dulimbai Gurun)." I den manchuriske embedsmand Tulisens manchuriske fremstilling af sit møde med kalmukkernes leder, Ayuki Khan, blev det nævnt, at mens torghut-tatarerne i modsætning til russerne var "folk i det Centrale Kongerige" (dulimba-i Gurun 中國, Zhongguo) var torghut ligesom "folk i det Centrale Kongerige" henviste til manchuerne.
Mens manchuerne under Qing søgte at bruge betegnelsen "Kina" (中國; Zhongguo) til at beskrive ikke-han områder, var nogle han-akademikere og embedsmænd imod Qing manchu kejserens brug af Zhongguo til brug for henvisning til ikke-Han-områder, ved med Zhongguo at markere en sondring mellem kulturelt han-kinesiske områder og områder, der nyligt var blevet lagt ind under det manchuriske Qing-imperium. I det tidlige 19. århundrede kaldte den kinesiske historiker, Wei Yuan, i sit værk Shengwuji (聖武記; Qing-dynastiets militærhistorie) de indre asiatiske politiske enheder for guo, mens de sytten provinser i det traditionelle kerneland, det vil sige det "Egentlige Kina", og tre østlige provinser i Manchuriet for "Zhongguo". Nogle han-kinesiske Ming-loyalister nægtede at bruge "Zhongguo" for at henvise til områder uden for grænserne for Ming-imperiet så som Ydre Mongoliet, det vil sige, at de i realiteten nægtede at anerkende Qing-imperiet.
Manchu Qing henviste til de af han-kineserne beboet 18 provinser som 內地 十八 省 (Neid Shiba Sheng), hvilket betød, at "indre områdes 18 provinser", eller forkortede det som 內地 (Neid), "indre område", og også som 郡县 (Junxian), mens de henviste til de ikke-han-områder af Kina som det nordøstlige, Ydre Mongoliet, Indre Mongoliet, Xinjiang, og Tibet som 外藩 (wàifān), hvilket betyder "ydre feudalområder" eller "ydre vasalområder" eller som' 藩 部 (fānbù), "feudale region." Disse waifan var helt underkastet og styret af Qing-regeringen og blev betragtet som en del af Kina (中國; Zhongguo), i modsætning til wàiguó (外國,) , det vil sige "ydre lande" som Korea, Vietnam, og Ryukyu-øerne, der betalte tribut-skat til Qing, men ikke var en del af Kina.
I det 20. århundrede har beskrivelser af Kina som regel skelnet mellem de 18 provinser (Hopei, Shandong, Honan, Shansi, Shensi, Kansu, Kiangsu, Anhui, Hupeh, Szechwan, Chekiang, Fukien, Guangdong, Kiangsi, Hunan, Kwangsi, Kweichow, Yunnan), fjernere provinser (Sinkiang, Chinghai, Sikiang, Chahar, Suiyuan, Ninghsia), vasalstater (Ydre Mongoliet, Tibet) og Manchuriet. Beroende på forfattere har man udskilt de 18 provinser som det "Egentlige Kina" (fx Salmonsen, s. 857 Arkiveret 25. november 2015 hos  Wayback Machine, Vahl og Hatt, s. 149; Nordisk Familjebok, Uggleupplagan, bind 14, sp. 27 og Ellinger, s. 10) eller de 18 provinser sammen med de fjernere provinser som det "Egentlige Kina" (fx Grünbaum og Kobylinski, s. 13f).

### Natur- og kulturgeografisk begreb
Uanset den statspolitiske brug af begrebet er der også i geografisk, demografisk, sproglig og historisk henseende grund til at skelne mellem det kinesiske lavlandsområde mod øst og højlandsområder mod vest og nord med et andet terræn, klima, plantevækst og dyreliv samt befolkningsmæssige og erhvervsøkonomiske forhold. Selv om der i løbet af det 20. århundrede er sket en vis kinesisk kolonisering af de tilgrænsende områder, og selv om den teknologiske udvikling har muliggjort en vis udligning af tidligere forskelle, er der fortsat klare skel mellem det Egentlige Kina og de ydre dele af Folkerepublikken Kina.

## Geografi
Kina har mange forskellige landskaber, med bjerge og bjergplateauer som dominerer i vest, og lavland i øst. Man kan skelne mellem det kinesiske lavland, der som hovedregel ligger mindre end 200 meter over havet, og et højland, der som hovedregel ligger mellem 200 og 1500 meter over havet, stedvis dog højere. Det kinesiske lavland ligger som et forholdsvis samlet område mod nordøst til tilknytning til Det Gule Hav og til dels den nordlige del af Det Østkinesiske Hav, mens højlandet dominerer mod sydøst, det vil sige i tilknytning til den sydlige del af Det Østkinesiske Hav og til Det Sydkinesiske Hav.

### Lavlandet
Nord, vest og syd for Shandong strækker sig som en bred bue det kinesiske lavland, der indtager et areal af 445.000 km2. Jordbunden består ved randen af bjergene, særlig neden for Hwai-bjergenes nordskråning, over store strækninger af løss. Den største del af sletten er dog dannet af flodaflejringer, der kun få steder dækkes af sort muld. Hvor det af floderne aflejrede materiale stammer fra løss-egne, således i Huanghes og Huai Hes delta, har jorden en gul farve, der ikke findes i Yangtze-flodens delta.
Det kinesiske lavland ligger som et mere eller mindre samlet område, dog med Shandong-bjergene som et centralt højland. Dette lavland er opstået ved sænkning, idet bjerggrunden er sunket i dybet og blevet dækket af løss (vindaflejringer) og flodaflejringer. Da det materiale, som floderne bringer med sig, overvejende er løssmateriale fra indlandet, har det også løssens gule farve. Længere mod nord har lavningen været større men fremtræder nu som havområder: Pechihli-bugten og Liaodong-bugten. Da samtidig de nordlige bjergkæder når helt ud til Pechihli-bugten, betyder det, at der er en næsten fuldstændig adskillelse mellem det kinesiske lavland og lavlandet i Manchuriet.
Det kinesiske Lavland gennemskæres af et stort antal floder, der som hovedregel har deres oprindelse i bjerglandet mod vest og flyder i østlig retning med udmunding i Det Gule Hav. De største floder er Chang Jiang (Yangtze), Huang He.
Nord for Yangtze-flodens munding går lavlandet helt ud til kysten. Det gennemstrømmes af Huaihe, hvis delta forener sig med Yangtze. Denne del af lavlandet er gennemskåret at talrige flodarme og har mange søer, hvoraf de største er Hungtze, Paoying og Tasung. Mod nord fortsætter lavlandet vest om Shantung-højderne til Peking-sletten, som gennemstrømmes af Hwangho og Paiho.
Floderne er i Nordkina kun lidet sejlbare. Til Petshili-bugten løber Lwan-ho, Pai-ho, Ho-ang-ho og Hwai-ho. I deres øvre løb er de fulde af strømhvirvler, mens deres udløb spærres af sandbanker eller i det mindste kun vanskelig besejles. I selve lavlandet er floderne der imod af vigtighed såvel for vandingen af markerne som for den lokale færdsel. I forening med det overordentlig forgrenede kanalnet, der nødvendiggøres af risdyrkningen, erstatter de landeveje, af hvilke der tidligere kun fandtes meget få. Den største af alle disse kanaler er Kejserkanalen (Jynho), der går fra Tientsin til Tshing-kiang ved Yangtze og sætter lavlandets kanal- og flodnet i forbindelse med denne flods sejlbare munding. Syd herfor fortsætter den til Hangtshou. Kanalens længde er 1.100 km, bredden varierer mellem 80 og 330 m. Også Yangtzes bifloder er i stor udstrækning sejlbare. Svarende til bjergkædernes parallelitet har lange strækninger af deres løb længdedalenes retning fra sydvest til nordøst, men efter på en kortere eller længere strækning at have fulgt en længdedal gennembryder de bjergkæderne uden derved at lide noget skår i sejlbarheden. Der opstår derved den mærkelighed, at vandskellene er ganske uden sammenhæng med bjergkædernes retning. Også de mindre kystfloder (Tsientang, Ngau-kiang, Min-kiang og Han-kiang) er sejlbare på kortere eller længere strækninger. Deres brede og dybe mundinger betegner stederne for kystens vigtigste handelsstæder. I Kanton-bugten udmunder de 3 store floder Tung-kiang, Pe-kiang og Si-kiang, af hvilke den sidste ved sin biflod Kwei-kiang og en sejlbar kanal er sat i forbindelse med Hsiang-kiang, en biflod til Jangt-tse-kiang. Fra det østlige Jynnan danner Hoti-kiang (Songka) en sejlbar forbindelse med Tonkin, mens floderne Lantsan-kiang (Mekong) og Lu-kiang (Saluen), der på deres vej fra Tibet til Bagindien gennemstrømmer bjerglandet i VestYunnan, er fulde af strømhvirvler og derfor usejlbare.
På indsøer er visse lavlandsstrækninger temmelig rige, særlig provinsen Kiangsu med Hungtsehu, Kaojuhu, Tatsunhu, Taihuog og flere mindre. I Kiangsi ligger Pojanghu, i Hunan Tungtinghu, Kinas største sø, og endelig er Hukwang-sletten meget rig på mindre søer. Bjerglandet er meget fattigt på søer undtagen provinsen Yunnan (Ørrhai, Tienhai, Fuhienhu).

### Højlandet
Vest for lavlandet følger et højland, der omfatter den nordlige del af provinsen Petshili samt provinserne Shansi, Shensi og Kansu. Undergrunden for dette bjergland består af arkaiske dannelser, hvis foldede lag sædvanlig stryger i retningen sydvest til nordøst. I tidsrummet fra kambrium til devon, hvorfra sedimenter mangler, har denne egn været hævet over havfladen og været udsat for nedbrydende kræfter. Under kulperioden har en transgression fundet sted, under hvilken karbon-lag, indeholdende meget rige kullejer, er afsatte diskordant på de arkaiske. Der er grund til at antage, at de kulførende lag også danner undergrunden under en stor del af slettens alluvium og står i forbindelse med kullagene i Shantung. Senere har landet ikke været genstand for foldning, karbon-lagene har endnu omtrentlig bevaret deres vandrette stilling, hvilket i høj grad letter deres udnyttelse. Der imod har bøjninger og længdebrud, følgende de gamle arkaiske foldekæders retning, i høj grad bidraget til at give landet dets endelige skikkelse. Langs disse brudlinier er landet sunket terrasseformigt ned mod den store lavslette, så at de nordkinesiske bjerge er at betragte som brudranden af det mongolske plateau. Endelig har mægtige løss-dannelser, hidførte af de fra Mongoliets ørkener kommende støvstorme, udglattet terrænets former, udfyldt lavningerne og dækket bjergskråningerne med deres gule lermasser. Vest for Peking optræder bjerglandet som et system af parallelle kæder, forbundne ved tværvolde, men som ægte plateaudannelser findes i disse kæder ingen bestemt kamlinie, da brede og flade toppe er fremherskende. Blandt disse kæder kan fremhæves Wutaishan (3.400 m), Nankoushan, Mantoushan (2.700 m).
Sydkina afviger i sin bygning fra Nordkina derved, at de arkaiske dannelser overlejres af sibiriske og devonske lag, der har deltaget i hines foldning. Over devonet ligger kulkalk og røde, til trias-formationen hørende sandsten. Der efter følger jura, der ofte indeholder produktive kullejer. Alle dannelser efter kulkalken er afsatte i fersk vand. Sydkina er opfyldt af en stor mængde parallelle bjergkæder, der mere eller mindre har retningen sydvest til nordøst og kun sjældent når højder af mere end 2.000 m. Flere steder afbrydes dog bjerglandet af større og mindre sænkningsområder, der ved flodernes aflejringer er gjorte til nogle af landets frugtbareste egne. De mest kendte af disse er det røde bækken i Szetshwan, der ligger i en højde af 400—500 m.o.h. og er overordentlig tæt befolket, fremdeles Hukwang-sletten i Hupe (ca. 50 m.o.h.), Sikiang-dalen i Kwangtung og andre. Længst mod sydvest får landskabet en hel anden karakter, idet provinsen Szetshwan strækker sin politiske grænse ind over en del af det tibetanske højland, hvis mægtige, sneklædte bjergkæder her den ene efter den anden følger parallelt i retningen nord til syd og fortsætter sig ned gennem den vestlige del af provinsen Yunnan og videre ned i Bagindien. I disse egne findes Kinas største bjerghøjder, således i Szetshwan Dsara (7.800 m) og Gambu (7.700 m), og passene ligger ofte mere end 4.000 m.o.h.
Kysten har en længde af ca. 5.600 km. Den sydlige del af den indtil 30° n. br. er stejl: klippefulde, nøgne højder falder brat ned imod havet og omgiver de utallige bugte og fjorde, der dog i reglen er tilsandede og af ringe værdi som havne. Kun Hangtschou-, Wentshou-, Futshou-, Swatou-, Amoy- og Kanton-bugten danner undtagelser. Denne del af kysten er meget rig på klippeøer. Nord for Jang-tse-kiang-mundingen bliver kysten flad og er præget af sandrevler og grunde. Ved 35° n. br. bliver kysten atter klippefuld og har i provinsen Shantung flere gode havne så som Kiautshou, Wei-hai-wei og Tshifu. Petshili-bugtens kyster er atter flade og fulde af grunde og sandbanker.

### Bjerglandet
Det indre af Kina er ganske overvejende et bjergland. Sletter findes ved kysten og ved floderne, men når kun mod nord større udstrækning. Bjerglandet er af meget gammel oprindelse, idet der ikke forekommer marine dannelser, der er yngre end kultiden.
I den geologiske bygning såvel som i terrænets former viser der sig en betydelig forskel mellem Nordkina og Sydkina. Disse to hoveddele af landet adskilles ved den østlige fortsættelse af Kwenlyn, der som et system af parallelle bjergkæder under flere navne gennemskærer Kina fra vest til øst. Længst mod vest danner Nanshan grænsen mellem provinserne Kansu og Tibet og når højder på 6.000 m.o.h. Øst for Hoangho fortsættes Kwenlyn-systemets kæder af Tshinlingshan, Funiushan og Hwai-bjergene. I disse kæder er Tapaishan (3.350 m) i Tshinlingshan det højeste punkt, Passene ligger her i en højde af 1.400—2.000 m.o.h., de øvrige kæder er lavere (1.200—2.000 m med ganske lave pashøjder). Nord for disse bjergkæder ligger Nordkinas højland, der imidlertid ved det store kinesiske lavland deles i to dele, af hvilke den østlige opfylder den største del af provinsen Shantung. Længst mod øst i denne provins danner Lai-bjergene halvøen mellem det Gule Hav og Petshili-bugten; de når i Kwaniushan en højde af 880 m og begrænses mod vest af en sænkning, der går fra Kiaotshou-bugten til Petshili-bugten, der her er forbundne ved floden Kiaoho og en kanal. Vest for denne sænkning ligger flere bjergmasser: Ishan, Taishan (1.540 m), Kiunyshan. Shantung-bjergene er mod øst hovedsagelig af arkaisk oprindelse, mod vest er de foldede arkaiske lag, der består af gnejs og krystallinske skifre med diabaser, kvartsporfyr og Korea-granit, overlejrede af kambriske og siluriske kalksten og sandsten samt af kulformationen, der indeholder rige kullejer. Bjerglandet består af plateauer og karstdannelser, stærkt gennemspaltede af forkastninger. Om fortidens vulkanske virksomhed vidner kupler af trakyt, dolerit og basalt.
Længst mod nord ved Mongoliets grænse vidner udstrakte lavadækker om fortidens vulkanske virksomhed. Mellem kæderne strækker sig brede dale, udfyldte med sedimenter fra saltsøer eller dækkede med løss. Floderne, der gennemløber disse dale, gennembryder sædvanlig kæderne i dybe, snævre kløfter, ad hvilke handelsvejene fører fra kysten til det indre. Også i provinserne Shansi, Shensi og Kansu har bjerglandet en lignende karakter. Brudranden mod den store slette viser sig for den øst fra kommende rejsende som et langt, murformet højdedrag, der bærer navnet Taihangshan eller Sishan (Vestbjergene). Har man overskredet plateauranden, viser det indre sig som et virvar af terrasser og taffelbjerge uden udprægede bjergkamme. Lavningerne og bjergskråningerne er dækkede med dyb løss, der navnlig i Kansu har en uhyre udbredelse og i høj grad bidrager til at udjævne terrænformerne. Flodernes erosion har imidlertid i løss-egnene skabt de mest bemærkelsesværdige landskabsformer, idet den har gravet dybe dale med lodrette vægge, der danner rene labyrinter af kløfter og hulveje. Står man på et højt sted, ser man ud over de grønne terrasser, mens man nedefra kun ser mod de gule, lodrette løss-vægge, der er udskårne i de mest fantastiske former med fritstående piller, bastionsagtige fremragninger og snævre sidekløfter.

## Klima
Klimaet i Kina må naturligvis være meget uens på grund af landets store udstrækning. Mens de sydlige provinser ligger syd for vendekredsen og har et tropisk klima, strækker de nordlige provinser sig langt op i det koldt tempererede bælte. Fælles for hele landet er dog det regelmæssige monsunskifte. Det høje lufttryk, der om vinteren danner sig over Mongoliet og Østsibirien, frembringer på denne årstid tørre og kolde nordvestlige vinde, der medfører en i forhold til breddegraden meget lav vintertemperatur: (januar-temperaturen for Peking ÷ 4,6 °C, Shanghai 2,1 °C, Hankou 3,3 °C, Hongkong 15,3 °C). Mens lavlandet og det sydlige Kina ved bjergene er noget beskyttede mod vintermonsunen, er den i det indre af Nordkina meget heftig og frembringer meget streng kulde (Sirvantse vest for Peking: januar ÷ 16,7 °C). Længst mod syd antager den lige som i Indien retningen fra nordøst til sydvest. Skønt middeltemperaturen for vinteren syd for 25° n. br. ligger over frysepunktet, er frost dog almindelig i den største del af landet. De gennemsnitlige minima er for Peking ÷ 15,2 °C, for Shanghai ÷ 8,6 °C, for Hankou ÷ 5,4 °C; kun de sydlige provinsers kyst er frostfri.
Sne falder regelmæssig lige til Jang-tse-kiang, og ingen provinser er ganske sikre mod snefald. Ganske anderledes stiller alle forhold sig om sommeren. Over fastlandet falder lufttrykket stærkt. I april eller maj begynder vinden at skifte retning, og indtil september eller oktober hersker sommermonsunen, der mod nord er sydøstlig, mod syd sydlig eller sydvestlig. Om sommeren er der kun ringe aftagen af temperaturen mod nord, varmegraden afhænger meget mere af afstanden fra kysten (temperaturer for juli: Hongkong 28,7 °C, Shanghai 27,3 °C, Peking 26,2 °C, Hankou 28,9 °C; middelmaksima for Hongkong 33,1 °C, Shanghai 36,5 °C, Peking 36,6 °C, Hankou 34,7 °C). Mens altså Sydkina endnu har noget af tropernes regelmæssige temperaturforhold med små svingninger, har Nordkina et udpræget fastlandsklima, hvis temperaturmaksima endog overgår de sydlige stationers.
Regnen falder væsentlig i sommerhalvåret, og regnmængden aftager fra syd til nord: Hongkong 229,1 cm, Shanghai 116,9 cm, Peking 64,2 cm. Vinterhalvåret med sine vedholdende landvinde må naturligvis være meget tør. Særlig i Nordkina er regnen strengt periodisk og vinteren meget fattig på nedbør. Regntiden varer fra juni til september med maksimum i juni. Ved Jang-tse-kiang er vinteren langt fra i den grad uden nedbør, og regntiden begynder allerede i marts eller april, men den største regnmængde falder ligeledes i juni. Ved kysten synes at være to maksima for regnen i juni og august, men de enkelte år kan variere stærkt. I det hele synes det indre at have mest regn om foråret, kysten om eftersommeren.

## Plantevækst
Plantevæksten i Kina er meget varieret beroende på uligheder i klima og jordbundsforhold.
Ser man på de kinesiske planters systematiske stilling, kan der sondres mellem to floraer, der mødes og blander sig med hinanden, nemlig den tropiske, der er overvejende på kysten og i dalene i det indre indtil ca. 25° n. br., og den såkaldte arktotertiære, der omfatter både stedsegrønne og løvfældende træer og buske og viser nært slægtskab med plantevæksten i det tempererede Europa og Amerika, et slægtskab, der endog strækker sig til fællesskab i arter, men almindeligere er det dog, at samme slægter i de forskellige verdensdele repræsenteres ved forskellige arter. Blandet med denne flora findes imidlertid overalt i Kina, ja endog så langt mod nordøst som i Manchuriet arter, hvis slægtninge man forgæves vilde lede efter i de andre verdensdeles tempererede egne, men som må søges i troperne. Denne bemærkelsesværdige vide udbredelse af tropiske familier og slægter mod nord må tilskrives Østasiens enestående geografiske beliggenhed: mens den tropiske og den tempererede zone alle andre steder på jorden er adskilte ved hav eller ørkener, der forhindrer udveksling af arter, så findes her den jævneste overgang, og begunstigede af den hede og fugtige sommer har hårdføre arter kunnet vandre mod nord og tilpasse sig den kolde vinter.
Ser man på den geografiske fordeling af vegetationsformationerne, kan man sondre mellem flere regioner:
1. Den nordkinesiske region begrænses mod syd af Tsinglingshan; længere mod øst i lavlandet er grænsen mindre skarp. På grund af den kolde vinter er træerne løvfældende. Slettelandet har en parkagtig karakter. De grønne markers ensformighed afbrydes bestandig af gran- og enebærplantninger, tætte krat af bambus, plantninger af frugt- og prydtræer. Blandt træerne kan fremhæves Ailanthus glandulosa, Gingko biloba, Catalpa bungei, arter af poppel, valnød, elm og fyr. Et meget yndet frugttræ er Diospyros kaki. Papirmorbærtræet (Broussonetia papyrifera) findes både dyrket og vildt; ligeledes er det hvide morbærtræ hjemmehørende i denne region, men er udbredt langt længere mod syd. På tørre bakker vokser krat af Lycium sinense, Sisyphus Kæmpferi og andre buske, selv på sletten mellem Peking og kysten findes betydelige udyrkede landstrækninger bevoksede med krat. Skov mangler der imod. Bjerglandet vest for Peking og i de øvrige nordkinesiske provinser er ligeledes fattigt på skov og antager hen imod Mongoliets grænse en steppeagtig karakter. Kun bjergkæderne bærer højere oppe skove, der består af eg, ahorn, røn med underskov af arter af Prunus, Pyrus, Corylus, Deutzia og andre. Højere oppe bliver plantevæksten endnu mere nordisk med birk og lærk, vekslende med krat af hassel, ribs og rhododendron.
2. Den sydkinesiske region udmærker sig ved sine krat af stedsegrønne buske, der indtager arealer, hvor skovene er borthuggede og jorden ikke er opdyrket. I bjerglandet ligger rismarkerne i smalle striber langs floderne. På dalenes lavere skråninger findes uvandede marker, og oven for disse kommer udyrkede, kratbevoksede strækninger. Blandt krattenes buske er særlig familien Ternstroemiaceæ (Camellia, Eurya) karakteristisk. Til den hører også te-busken, der er genstand for en meget udbredt dyrkning. Blandt træerne kan fremhæves kamfertræet (Cinnamomum camphora) og andre lauraceer, arter af Rhus, nåletræer med mere. Af palmer når Trachycarpus excelsa indtil den øvre Hanho-dal. Skove er sjældne, men findes dog på flere højere bjerge, således på Tajyling på grænsen mellem Fukien og Kiangsi.
3. Den tropiske region længst mod syd slutter sig ganske til Bagindien. Landsbyerne ligger i skygge af bambuskrat og plantninger af mango, carica og andre tropiske frugttræer. I vandrige dale i bjergene findes den rigeste vegetation af Apocynaceer, Myrtaceer og Melastomaceer. I bjerglandet i Yunnan og Szetshwan findes naturligvis i de højere dele en til det koldere klima svarende plantevækst. I systematisk henseende slutter særlig Yunnans flora sig til det østlige Himalaya.

## Dyreverden
I henseende til dyreverdenen har Kina ingenlunde noget ensartet præg, idet Sydkina indtil hen imod Jang-tse-kiang sammen med Bagindien danner den bagindiske provins af den orientalske region, mens Nordkina sammen med Manchuriet danner den manchuriske provins af den palæarktiske region.
I de tættere befolkede egne af Kina er dyreverdenen temmelig fattig, idet landets stærke opdyrkning og skovenes ødelæggelse har tilintetgjort levevilkårene for større vilde dyr. Det er kun i afsidesliggende og tyndt befolkede grænsedistrikter, hvor mennesket ikke i så høj grad har formået at omforme naturen, at et rigere dyreliv har kunnet bevares. I provinserne Yunnan og Kwangsi, hvor større skovstrækninger endnu er til stede, færdes tapir, elefant, tiger, brilleslange og andre fra Indien kendte dyr. Tigeren færdes for øvrigt i alle tyndt befolkede egne i Kina, ja endog så langt mod nord som til Amur-dalen. Den palæarktiske fauna har sin rigeste udvikling i det skovrige bjergland i det vestlige Szetshwan og Østtibet. Der lever her tre abearter, af hvilke den ene (Rhinopethecus roxellanæ) har en tyk pels og færdes i de højtliggende bjergskove, hvor sneen om vinteren tynger på granernes grene. Af rovdyr findes mange arter så som den tibetanske bjørn, Æluropus metanoleucus, flere katte, mårer og desmerdyr (Viverra civetta og Paradoxurus larvatus). De muldvarpe- og spidsmusagtige insektædere optræder i flere ejendommelige slægter (Uropsilus, Nectogale og så videre). Af gnavere findes såvel centralasiatiske steppeformer (Lagomys, Arctomys) som flyveegern af samme slægt (Pteromys) som de indiske drøvtyggere er meget talrige. Yakoksen holdes tam og benyttes som lastdyr. Desuden findes antiloper (Budorcas, Nemorrhoedus), vildfår (Ovis naghor) og flere arter af hjorte, blandt andre Elaphurus davidianus. Moskushjorten er på grund af jagt blevet sjælden. Nordkinas grænseprovinser mod Mongoliet har en mongolsk steppefauna med antiloper og gnavere, desuden findes en frugtædende hund (Nyctereutes procyonoides) og et gnaverpindsvin (Hystrix), ja selv så langt mod nord findes et skældyr (Manis dalmanni) som yderste forpost for de indiske former.
Blandt standfuglene er især hønsefugle talrige, og af disse forekommer fasanerne i flere pragtfulde arter, der i stor udstrækning holdes i fangenskab som prydfugle. En papegøje (Palæornis derbyana) går om sommeren indtil 32° n. br., men mange trækfugle af tropiske slægter trækker i den hede sommer nord på lige til Mongoliet og Sydsibirien.
Krybdyr og padder er lidet talrige. Særlig kan lægges mærke til en alligator (Alligator sinensis) i Jang-tse-kiang og en kæmpesalamander (Sieboldia davidiana), der forekommer i søerne på begge sider af den tibetanske grænse.

## Demografi
Der har været over hundrede forskellige etniske befolkningsgrupper i Kina. Hàn-kineserne er imidlertid talmæssige overlegne. I løbet af historien er mange etniske grupper blevet assimileret, eller forsvundet uden spor. Flere tidligere etniciteter er blevet "siniseret" og blevet Hàn-kinesere. Dette har ført til at antallet af Hàn-kinesere er øget dramatisk. I flere af Kinas (centrale og sydlige) provinser er forskellene i talesproget ofte så store at de må ty til "rigsmålet" Mandarin eller skriftsproget (som er fælles) for at gøre sig forstålige. Udenom Hàn-etnisiteten anerkender myndighederne i Folkerepublikken Kina til sammen 55 etniske minoriteter.
Kinas totale befolkningstal, som er verdens største, er 1,4 milliarder. Befolkningsvæksten i 2007 var på 0,606 procent. Efter som den totale verdensbefolkning var over 6 milliarder mennesker, udgør Kinas befolkning på daværende tidspunkt 20,25 % af verdens befolkning.
I 1949, da Folkerepublikken blev oprettet, var indbyggerantallet på ca. 540 millioner. Verdens befolkning omkring år 1950 var knap 2.5 mia. Dvs. at Kinas befolkning levede op til udtrykket: "Hvert fjerde barn der bliver født er en kineser".
Den demografiske situation er svært ubalanceret. De to vigtigste problemer, som af mange demografer beskrives som tikkende bomber, er at børnetallene er meget lave i forhold til den ældre befolkning, og at kønsfordelingen blandt børn, på grund af selektive tiltag, blandt andet ved kønsselektion ved hjælp af abort eller spædbarnsdrab, er sådan, at man er på vej ind i en situation med et betydelig kvindeunderskud.

### Befolkningstæthed
I fordelingsmæssig henseende er der en markant forskel mellem de meget tæt befolkede områder i det Egentlige Kina og de langt mindre tæt befolkede områder vest og nord herfor. Denne forskel har historiske rødder.
| Provins         | 1910        | indb. pr. km2 | 1920        | indb. pr. km2 | 1935        | indb. pr. km2 | 1957        | indb. pr. km2 |
| --------------- | ----------- | ------------- | ----------- | ------------- | ----------- | ------------- | ----------- | ------------- |
| Peking by       | -           | -             | -           | -             | -           | -             | 7.300.000   | 429           |
| Hopei           | 32.571.000  | 109           | 34.187.000  | 114           | 31.100.000  | 221           | 44.700.000  | 216           |
| Shansi          | 10.000.000  | 47            | 11.081.000  | 52            | 12.100.000  | 75            | 16.000.000  | 102           |
| Shantung        | 29.600.000  | 204           | 30.803.000  | 208           | 28.700.000  | 187           | 54.000.000  | 352           |
| Honan           | 25.600.000  | 145           | 30.832.000  | 175           | 30.600.000  | 178           | 48.700.000  | 291           |
| Shensi          | 8.800.000   | 50            | 9.466.000   | 54            | 11.800.000  | 61            | 18.100.000  | 93            |
| Kansu           | 5.000.000   | 15            | 5.928.000   | 18            | 6.300.000   | 17            | 12.900.000  | 35            |
| Shanghai by     | -           | -             | -           | -             | -           | -             | 10.000.000  | 1724          |
| Kiangsu         | 17.300.000  | 173           | 33.786.000  | 338           | 34.100.000  | 323           | 45.200.000  | 443           |
| Anhui           | 17.300.000  | 122           | 19.833.000  | 140           | 21.700.000  | 152           | 33.600.000  | 240           |
| Hupeh           | 24.900.000  | 135           | 27.167.000  | 147           | 26.700.000  | 147           | 30.800.000  | 164           |
| Szechwan        | 23.000.000  | 41            | 49.783.000  | 88            | 48.000.000  | 119           | 72.200.000  | 127           |
| Chekiang        | 17.000.000  | 179           | 22.043.000  | 232           | 20.600.000  | 204           | 25.300.000  | 248           |
| Fukien          | 13.100.000  | 109           | 13.158.000  | 110           | 10.100.000  | 83            | 14.700.000  | 119           |
| Kiangsi         | 14.500.000  | 81            | 24.467.000  | 136           | 20.300.000  | 121           | 18.600.000  | 113           |
| Hunan           | 23.600.000  | 109           | 28.443.000  | 132           | 31.500.000  | 146           | 36.200.000  | 172           |
| Kweichow        | 11.300.000  | 65            | 11.216.000  | 65            | 14.700.000  | 83            | 16.900.000  | 91            |
| Yunnan          | 8.500.000   | 22            | 9.839.000   | 26            | 13.800.000  | 35            | 19.100.000  | 44            |
| Kwangtung       | 27.700.000  | 107           | 37.168.000  | 143           | 32.400.000  | 145           | 38.000.000  | 164           |
| Kwangsi         | 6.500.000   | 32            | 12.258.000  | 61            | 10.900.000  | 50            | 19.400.000  | 88            |
| 18 provinser    | 316.271.000 | 80            | 411.458.000 | 104           | 405.400.000 | 111           | 581.700.000 | -             |
| Manchuriet      | 14.917.000  | 16            | 13.702.000  | 15            | 28.900.000  | 22            | 51.700.000  | -             |
| Jehol           | -           | -             | -           | -             | 2.400.000   | 14            | -           | -             |
| Heilungkiang    | -           | -             | -           | -             | 3.700.000   | 6             | 15.000.000  | 32            |
| Kirin           | -           | -             | -           | -             | 7.800.000   | 28            | 12.600.000  | 67            |
| Liaoning        | -           | -             | -           | -             | 15.000.000  | 60            | 24.100.000  | 160           |
| Indre Mongoliet | -           | -             | -           | -             | 4.100.000   | 7             | 9.200.000   | 8             |
| Chahar          | -           | -             | -           | -             | 2.000.000   | 8             | -           | -             |
| Suiyuan         | -           | -             | -           | -             | 2.100.000   | 7             | -           | -             |
| Ninghsia        | -           | -             | -           | -             | 1.500.000   | 5             | 1.800.000   | 27            |
| Sinkiang        | -           | -             | -           | -             | 2.600.000   | 2             | 5.600.000   | 3             |
| Sikang          | -           | -             | -           | -             | 3.000.000   | 6             | -           | -             |
| Tibet           | -           | -             | -           | -             | 3.700.000   | 4             | 1.300.000   | 1             |
| Tsinghai        | -           | -             | -           | -             | 1.800.000   | 3             | 2.100.000   | 3             |

Kilder:
 Vahl og Hatt, s. 149;
 Grünbaum og Kobylinski, s. 13f;
 Ellinger, s. 9f, 46

### Sprog
I sproglig henseende kendetegnes det Indre Kina ved, at flertallet af befolkningen taler han-kinesisk. Dette gælder også Manchuriet efter en voldsom kinesisk kolonisering. Vest herfor dominerer tibetansk, mod nordvest yighur og mod nord mongolsk.
Det må dog tilføjes, at der inden for det han-kinesiske område findes et stort antal mindretalsbefolkninger med hver deres eget sprog.

## Næringsliv
Landbrug og råstoffer har sammen med handel spillet en stor rolle i forbindelse med Kinas befolkningsudvikling, befolkningstæthed og bydannelser, desuden jernbanenettets og skibsfartens udvikling.

### Landbrug
Landbrug spiller en afgørende rolle i Kina.
Ris kan anses som Kinas vigtigste afgrøde. Den trives bedst i Sydkina, hvor der kan høstes to gange om året. Det er en sumpplante, som kræver rigeligt med vand. I lavlandet spiller vinterhvede traditionelt en hovedrolle som afgrøde og på grænsen mellem de to områder spiller begge afgrøder en betydelig rolle. Bomuld har været dyrket i områderne omkring Hwangho og Yangtse, mens te dyrkes i Mellem- og Sydkina. Sesam har været dyrket i det mellemste Kina. Tobaksplanten blev tidligere dyrket overalt i det egentlige Kina.
Bjerglandsområderne vest og nord for det egentlige Kina egner sig ikke for intensiv afgrødedyrkning. I disse områder har husdyravl med græsning været den dominerende landbrugsform.

### Råstoffer
Det egentlige Kina er rigt på mineralske råstoffer, således olie, kobber og salt i tilknytning til de nordøstlige lavlandsområder, jern, mangan, tungsten og antimon i de sydøstlige højlandsområder og tin i Yunnan-provinsen mod sydvest.

## Historie
Det Egentlige Kina var - ved siden af Nildalen (Ægypten), Sumer og Indusdalen - et af agerbrugskulturernes arnesteder. Dyrkning af ris begyndte formodentlig allerede 5.500 f.Kr. i Jangtse-dalen, hvorfra det bredte sig til Sydkina, Vietnam og Thailand. Det var også her, at Shang-kulturen udviklede sig 3.500-2.000 f.Kr. Det var den første kinesiske kultur, som udviklede et skriftsprog. Silke begyndte man at forarbejde ca. 2.700 f.Kr. Ligeledes udvikledes smedekunsten
På Zhou-dynastiets tid (1500-1000 f.Kr.) omfattede Kina området rundt om Den Gule Flod. Senere blev området opdelt i en lang række småriger, som var i indbyrdes strid: Yan, Qi, Zhao, Wei, Zhou, Han, Lu, Song, Chu, Qin Ba, Shu. Efterhånden blev Han-dynastiet det dominerende. Kendetegnende for disse mange småriger var, at de udviklede sig som bofaste samfund inden for det Egentlige Kina. Udefra blev rigerne truede af steppefolk fra nord. Siden ekspanderede et kinesisk rige i alle retninger og nåede et højdepunkt under Tang-dynastiet, blev delt i et nordligt og et sydligt Song-rige, udsattes for omfattende mongolske angreb, der efter magtovertagelsen etablerer Yuan-dynastiet, som afløses af Ming-dynastiet, der var et kinesisk dynasti, blot for at blive afløst af et manchurisk Qing-dynasti. Kineserne mener selv, at det egentlige kinesiske rige omfattede dele af det moderne østlige Sibirien i Rusland og dele af Centralasien under Yuan-dynastiets velmagtsdage. Under Mongolrigets tid kan man lige så vel sige, at Kina selv indgik som én del af flere.
Ikke bare provinsadministratorer men også enkelte fremmede monarker sendte ambassadører til kejseren af Kina med gaver, og kejseren sendte komplimenter med dem tilbage. Fra kinesisk perspektiv blev disse gaver betragtet som et tegn på, at barbarene underordnede sig den kinesiske kejser. De udenlandske regeringer så ikke altid på det på samme måde.
På Qing-rigets tid mistede Den kinesiske mur det meste af sin betydning som forsvarsværk. I 1683, efter, at Koxingas kongedømme Tungning kapitulerede, blev Taiwan indlemmet i Qing-riget. Taiwan blev i 1895, efter den første kinesisk-japanske krig, afstået til Japan. Men efter den anden kinesisk-japanske krig blev Taiwan tilbageført til Kina i 1945. Siden da har Taiwans status været genstand for strid.
De politiske administrative topniveauer har vekslet mange gange. Selv om udestående gerne stedfæster byer og steder efter nutidig provinstilhørighed, har der tidligere været andre navne på den øverste enhed, som for eksempel kredse. Men på de lavere niveauer har inddelingerne og til dels deres navne været mere stabile: præfekturer, subpræfekturer, departementer, kommanderier og amter. I moderne tid har man også udviklet betegnelserne præfekturniveaubyer, amtsniveaubyer, byer og landsbyer.
Efter Qing-dynastiets sammenbrud erklærede Tibet og Mongoliet sig selvstændige. Senere fulgte Manchuriet og Indre Mongoliet samt Østturkestan; dermed var Qing-dynastiets imperium atter afløst af et rige omfattende det Egentlige Kina. Dette rige var imidlertid splittet, opdelt i regionale områder beherskede af forskellige krigsherrer, der indbyrdes skiftevis var i krig og indgik alliancer (krigsherretiden). Forsøg på at samle Kina til et rige gik langsomt. Nationalisterne under Chiang Kai-shek måtte kæmpe både mod krigsherrer og mod kommunister under Maos ledelse. Midt i forløbet blandede Japan sig i Kinas anliggender. Japanerne ønskede sig adgang til råstoffer såvel som at sikre sig et marked for den voksende japanske industris produkter. Til dette formål støttede man de nationale selvstændighedsbevægelser på fastlandet. Først udråbte Manchukuo sig til selvstændig stat, senere fulgte Indre Mongoliet (Mengjiang). Østturkestan erklærede sig ligeledes selvstændigt med Sovjetunionens støtte. Det japanske engagement udviklede sig fra afpresningspolitik til regulær krigsførelse. Da 2. verdenskrig sluttede, måtte japanerne overgive sig til de nærmeste kinesere. Dette førte til, at de kinesiske kommunister fik en stor mængde våben i hænde, og borgerkrigen mellem nationalister og kommunister blussede op på ny. Borgerkrigen endte med kommunisternes sejr, og denne blev fulgt op med invasioner i Tibet og Østturkestan. Dermed genoprettedes det kinesiske imperium med det Egentlige Kina som sit befolkningsmæssige, økonomiske og militære tyngdepunkt.